# Pedro Blanco Soto
Pedro Blanco Soto (Cochabamba, Imperio español, 21 de octubre de 1795-Sucre, Bolivia, 1 de enero de 1829) fue un militar y político boliviano, presidente de Bolivia. Fue el mandatario con la gobernación más corta de Bolivia, apoyó las intenciones anexionistas al Perú de Agustín Gamarra, Andrés de Santa Cruz y José Ramón de Loayza Pacheco. También fue un oficial distinguido durante la guerra de la independencia peruana.

## Biografía
Blanco, hijo de José Manuel Blanco y Vicenta Soto, nació en la ciudad de Cochabamba, Bolivia el 19 de octubre de 1795. A los 17 años se enlistó en el ejército realista participando en la campaña contra los patriotas argentinos en su natal Alto Perú, prontamente destacó en la caballería formando parte del escuadrón Cazadores Montados, fue ascendido a teniente tras la batalla de Vilcapujio, y a capitán tras la de Viluma.
Con el desembarco de la expedición libertadora de San Martín el escuadrón en que servía el capitán Blanco fue desplazado al Bajo Perú. Sería en la campaña de 1823 donde se distinguiría notablemente al punto de recibir una mención especial por su valor en el parte del general Gerónimo Valdés, dado que durante las escaramuzas previas a la batalla de Torata el capitán Blanco al mando de solo 35 cazadores montados se había batido contra la vanguardia enemiga, matando con su espada a un oficial independentista y apeándose de su caballo en medio del fuego cruzado para recoger la espada y el sombrero de su competidor. Por esta distinguida acción le fue obsequiado de manos del mismo Valdés y en presencia de toda la división realista un hermoso sable que había sido tomado al comandante argentino Gregorio Aráoz de Lamadrid durante una escaramuza en el Alto Perú y que Valdez conservaba para premiar el primer rasgo de extraordinario valor.

## Participación en el ejército patriota
A pesar de su prometedora carrera en el ejército real, como muchos otros oficiales americanos desertó al bando independentista siendo que pocos días después militaba ya en el ejército patriota, combatiendo el resto de la campaña al ejército en el que hasta entonces había servido y en el que aún formaba un hermano suyo como ayudante de órdenes del brigadier Valdés, incorporado al ejército peruano hizo la segunda campaña de intermedios al mando del general Andrés de Santa Cruz encontrándose en la batalla de Zepita por la que Santa Cruz fue nombrado mariscal, cuando el general Santa Cruz se replegó en derrota del Alto Perú dirigió una partida de soldados dispersos que se unieron al ejército del caudillo patriota José Miguel Lanza para combatir a sus órdenes en Alzuri contra las fuerzas del general Olañeta donde a pesar de su valor fueron derrotados por las mejor pertrechadas tropas realistas, luego de esta acción retornó a Lima para unirse al ejército unido de Bolívar siendo nombrado comandante del tercer escuadrón de "Húsares del Perú" que por su brava participación en la batalla de Junín, en la que el comandante Soto fue reconocido por su valor en el parte oficial, fueron renombrados por el libertador como "Húsares de Junín", y que hoy constituyen la guardia presidencial del Perú. Finalmente combatiría también en la decisiva batalla de Ayacucho en la que resultó gravemente herido al punto que creyendo segura su muerte dijo al general José de La Mar, jefe de su división, cuando fue a verle, lo siguiente: "General, muero, pero tengo la satisfacción de sellar con mi sangre la libertad de mi Patria". Según las memorias del coronel Manuel Antonio López el comandante Soto estuvo entre los más de 50 oficiales, principalmente peruanos, que vísperas de la batalla final se reunieron en el campo de Ayacucho para saludar y despedirse de sus familiares y amigos que militan en el ejército real y en el que su hermano mandaba un cuerpo de la caballería española.
Su herida fue debidamente atendida y una vez restablecido pasó al Alto Perú donde Bolívar, separando al Alto Perú del Bajo Perú, acababa de crear la República de Bolívar (actual Bolivia), con el rango de general Pedro Blanco Soto entró al servicio del ejército de su patria natal. El gobierno presidido por Antonio José de Sucre mantenía en el país una numerosa división colombiana lo que unido a un gobierno bolivariano creó el descontento en un sector de la población y el ejército boliviano. Las mismas tropas colombianas acabaron por sublevarse contra la autoridad de Sucre quien resultó herido al tratar de sofocar un motín en Chuquisaca. Bajo esta situación de conmoción interna se produjo la invasión del ejército peruano al mando de Agustín Gamarra cuyo objetivo era forzar la salida de las tropas colombianas de Bolivia dado que constituían una amenaza para el Perú que por su rechazo a la presidencia vitalicia de Bolívar y problemas limítrofes con la Gran Colombia se encontraba a puertas de una guerra con ese país.
La división que mandaba el general Blanco se pronunció a favor del ejército peruano, el 31 de mayo la que mandaba el general Braun le atacó en Potosí pero fue rechazada. El grueso del ejército boliviano al mando del general José María Pérez de Urdininea, fuertemente disminuido por la deserción de jefes y soldados al ejército de Gamarra, se retiró a Oruro sin presentar batalla. Seguidamente el ejército peruano ocupó las ciudades de La Paz y Oruro. Las fuerzas de Blanco se dirigieron a la ciudad de Sucre y luego a Ñuccho donde apresaron al presidente Antonio José de Sucre, si bien luego fue liberado por Gamarra.
El 6 de julio de 1828 se firmó el tratado de Piquiza. En el tratado se convino la salida de las tropas grancolombianas por el puerto de Arica, en transportes que proporcionaría el gobierno del Perú cuyas tropas se retiraron también en septiembre de ese año.

## Presidente de Bolivia
Establecido el tratado de Piquiza, el general Blanco Soto, desconcertado porque siendo uno de los mejores amigos del mariscal de Zepita, Andrés de Santa Cruz, compartía los mismos ideales, que eran la anexión de Bolivia al Perú. Pero al ver el fracaso de las intenciones de Santa Cruz y el de la intervención peruana en Bolivia, decidió dar un intento él. Para ello, tuvo que confabular con el mariscal y poco después presidente del Perú, el general Agustín Gamarra –quien comandó la anterior intervención–, pero este se negaba intervenir sublevándose como pretendía Blanco, así que instigó a provocar las revueltas que dio en septiembre de 1828, el coronel José Ramón de Loayza Pacheco, quien compartía los ideales de Santa Cruz, Gamarra y Blanco. Loayza en su revuelta de septiembre, con el apoyo popular de los paceños, proclamó la independencia del departamento de La Paz bajo el nombre de la «República del Alto Perú», reclamando el resto del territorio de la república boliviana.
El presidente interino de Bolivia, el general José Miguel de Velasco, entregó el mando al Congreso General Constituyente el 14 de diciembre, para que este llamase a elecciones pensando que todo se apaciguo; pero, Velasco tampoco se percató de que el congreso estaba compuesto por pro anexionistas y partidarios de Gamarra; de manera que cuando se dio la convocatoria de la Asamblea Convencional el día 16, se eligió al general Pedro Blanco, como presidente de Bolivia –y por ende del Alto Perú– y a José Ramón de Loayza como vicepresidente. Sin ser anoticiado, Miguel de Velasco trasmitió oficialmente el cargo renunciando el 18 de diciembre; pero, al no encontrarse Blanco en Chuquisaca, Loayza asumió la presidencia de forma interina hasta el arribo de Blanco, el cual llegó y asumió el 26 de diciembre de 1828.
Con la finalidad de afianzarse en el poder, Blanco Soto realizó cambios en los destinos de algunos militares y envió a Tarija sin cargo a los coroneles Mariano Armaza que había sido ministro de guerra del General Velasco, José Ballivián que había sido comandante del Batallón 1 y Manuel Vera; Éstos molestos acordaron levantar en su contra el Batallón 1 que se encontraba en Yamparaes; fácil fue para Ballivian retomar el mando del batallón y posteriormente marchar a Chuquisaca el 31 de diciembre (duró 5 días su gobierno). Detienen a Blanco, Loayza y a sus colaboradores, y con el brazo en cabestrillo fue trasladado prisionero a la loma del Convento de la Recoleta donde sería asesinado por la guardia que lo custodiaba el 1 de enero de 1829, siendo su cuerpo tirado al estiércol, desnudo y acribillado de heridas. El Congreso General Constituyente convoca nuevamente al general José Miguel de Velasco para que asuma la presidencia, gobernaría de manera provisional la república; y, como anteriormente, cuando fue vicepresidente, Andrés de Santa Cruz ganó la presidencia pero no la asumió, Velasco le transmitió el cargo Santa Cruz, quien desde Ecuador llega a Bolivia y asume el 24 de mayo de 1829.
Pedro Blanco Soto pasó a la historia de Bolivia como el presidente boliviano que gobernó solo 5 días, siendo oficialmente 6 días. Siendo su gobierno el más corto de todos los presidentes.
El historiador español Mariano Torrente, en su obra dedicada a la guerra de independencia hispanoamericana, refiriéndose en uno de sus pasajes a la persona de Pedro Blanco Soto, diría: "sensible es por cierto que un oficial tan recomendable hubiera sido sacrificado sucesivamente al furor de los mismos independientes, a cuyas filas se había pasado...".